# Парісатида I
Парісатида I (*Paru-šiyāti, д/н —поч. IV ст. до н. е.) — державний діяч, цариця Староданьої Персії. Перекладається з давньоперської мови «Та, що надає щастя». Основу відомостей про неї отримано від Ктесія, Дінона Колофонського і Плутарха.

## Життєпис
Походила з династії Ахеменідів. Донька царя царів Артаксеркса I та Андії з Вавилону. Замолоду вийшла заміж за зведеного брата Дарія II. Відзначалася хитрість та властолюбством, користувалася за життя чоловіка величезним впливом. Водночас мала значні статки, володіючи маєтками у Персіді, Вавилонії та Сирії.
Незважаючи на ненависть до своєї невістки Статіри, Парісатида I умовила Дарія II, який збирався стратити Статиру за участь її брата Терітевхма у повстанні проти царя. Завдяки цьому зуміла здобути величезний вплив на сина. Втім Парісатида I надавала прихильність молодшому синові — Кіру, якому домоглася 408 року до н. е. передачи найзначущих сатрапій Малої Азії. Коли її чоловік важко захворів, ворна намагалася умовити того передати владу Кіру, втім марно.
У 404 році до н. е. після смерті Дарія II за деякими відомостями врятувала Кіра, якого планував стратити старший син Артаксеркс II. Після загибелі у 401 році до н. е. Кіра домоглася страти й загибелі безпосередніх його вбивць, а також Тіссаферна, підтримуючи афінянина Конона у 396 році до н. е.
Водночас при дворі боролася з невісткою за вплив на Артаксеркса II. Ганебно уславилася її вбивством близько 395 року до н. е. Просто отруїти невістку вона не могла, оскільки обидві жінки з недовірою ставилися один у одного і боялися бути отруєними. Тому вони їли одну й ту ж страви з одного посуду.
Але Парісатида придумала наступний хід: вона змастила невідомою отрутою одну сторону ножа, а потім відрізала собі шматок курки (чистим боком) і передала ніж невістці. У підсумку та померла болісною смертю, але помираючи Статира переконала свого чоловіка, що у вбивстві винна його мати. Артаксеркс II заслав Парісатиду до Вавилону, і вони ніколи більше не бачилися. За іншою версією, зуміла через деякий повернутися до царського двору й відновити свій вплив.

## Родина
Разом із Дарієм II мала 13 дітей, з яких вижило 4 синів: Артаксеркс II, Кір, Остан, Оксатр та 2 доньки: Аместріс й Апама.

## Пам'ять
На її честь названо астероїд 888 Парісатида.